# Bourg-de-Thizy
Bourg-de-Thizy foi uma comuna francesa na região administrativa de Auvérnia-Ródano-Alpes, no departamento de Ródano. Estendia-se por uma área de 14,49 km². Em 2010 a comuna tinha 2 627 habitantes (densidade: 181,3 hab./km²).
Em 1 de janeiro de 2013, passou a formar parte da nova comuna de Thizy-les-Bourgs.